# Conescharellina angulopora
Conescharellina angulopora är en mossdjursart som först beskrevs av Tenison Woods 1880.  Conescharellina angulopora ingår i släktet Conescharellina och familjen Biporidae. Inga underarter finns listade i Catalogue of Life.